# Mathias Hebo
Mathias Hebo, né le 2 août 1995 à Hvidovre au Danemark, est un footballeur danois qui évolue au poste de milieu central au KS Cracovie.

## Biographie

### En club
Né à Hvidovre au Danemark, Mathias Hebo commence le football dans le club local de Hvidovre IF avant de poursuivre sa formation au FC Nordsjælland. C'est avec ce club qu'il découvre le monde professionnel, jouant son premier match le 5 octobre 2014, lors d'une rencontre de Superligaen face au Randers FC. Il entre en jeu à la place de Mario Tičinović, et les deux équipes se neutralisent (0-0).
Le 1er février 2016, Hebo résilie son contrat avec le FC Nordsjælland, n'ayant pas beaucoup de temps de jeu, et rejoint dans la foulée le FC Fredericia.
Le 17 juin 2017, Mathias Hebo rejoint librement le Lyngby BK. Il fait sa première apparition sous ses nouvelles couleurs le 29 juin suivant, à l'occasion d'une rencontre de Ligue Europa face à Bangor City. Il entre en jeu à la place de Jesper Christjansen (en), et son équipe s'impose par un but à zéro.
Le 9 janvier 2019, durant le mercato hivernal, Mathias Hebo rejoint le Vejle BK. Il signe un contrat courant jusqu'en juin 2022.
Un an après son arrivée au Vejle BK, le 6 janvier 2020, Hebo quitte le club pour faire son retour au Lyngby BK. Il s'engage pour un contrat de trois ans et demi.
Le 11 août 2021, est annoncé le transfert de Mathias Hebo au KS Cracovie pour la saison à venir. Il joue son premier match le 24 juillet 2021, lors d'une rencontre de championnat contre le Górnik Łęczna. Ce jour-là, il est titulaire et les deux équipes se séparent sur un match nul de un partout.

### En sélection
Il compte une sélection avec l'équipe du Danemark espoirs, obtenue le 27 mars 2015, lors d'un match amical contre la Turquie. Il entre en jeu à la place de Mathias Greve et son équipe s'incline (2-0 score final).
Mathias Hebo est retenu avec l'équipe du Danemark olympique pour participer aux Jeux olympiques d'été de 2016, à la suite des forfaits de Nicolai Poulsen et d'Asger Sørensen. Il ne joue qu'un seul match lors de cette compétition, le 11 août, contre le Brésil. Il entre en jeu à la place de Frederik Børsting et son équipe s'incline par quatre buts à zéro.